# 古ブルトン語
古ブルトン語 (こブルトンご、仏：vieux breton ; 現代ブルトン語：henvrezhoneg) とは、11世紀以前にアルモリカで話されていたブリソン語の現在の名称である。これに中期ブルトン語および現代ブルトン語が続く。
古ブルトン語とみなされる最古の文献は通常、8 世紀末ないし 9 世紀に比定されるライデン写本である。

## 碑文

### ロマレクの碑文
古ブルトン語での最古の転写は、オーレ近郊のクラハのコミューンにあるロマレクの村近くの小教会の棺の内部から見つかっている：« irha ema in ri », 現代ブルトン語では « amañ emañ ar roue »。フランス語 roi (昔は roué と発音された) の借用語である roue は、ゲール語およびガリア語 rix「王」の同族語である本来のブルトン語 ri にとってかわった。この文全体の意味は「ここに王は眠る Ici repose le roi」となろう。
しかしながら、より言語学的にもっともらしいべつの分析ではブルトン語 irha をウェールズ語 yrha と比較しており、この意味は「縮む」ないし「弱まる」である。したがってこの碑文の訳は「王は縮む／弱まる (最中である) Est (en train de) raccourcir/diminuer le Roi」となろう。おそらくより詩的な言い回しで、同じことを言わんとする定形表現であろう。
この碑文はワロフ王 (Waroc'h, 550 年ころ没) の世紀に比定されるため、この王が埋葬されたのだと考える者もいる。この説の根拠の要諦は以下である：
- オーレ (Auray) の語源。一説によればその意味は「王宮」(ラテン語 aula regia より) である；べつの説ではブルトン語の人名 erle または arle という。
- オーレの成立時期：モット・アンド・ベーリーがこの地に 5 世紀までに存在したことになる。

### ゴムネの碑文
ゴムネ (Gomené) の碑文あるいはオーネー (Aulnays) の碑文もまた古いものである。これは花崗岩の石碑に見られる：« Ced parth so »
この碑文の逐語訳は「これは分け-与えられた partie-donné ceci」となり、領域の境界を定めていたものでありうる。しかしながら ced をウェールズ語 cyd「共通の」 と比較すると、よりもっともらしいのは「共同所有された」という訳である。ウェールズ語では cyd-parth は同様に「共同所有」を意味する。

## 古ブルトン語の変遷
ガリア語とブリソン語のあいだにはいくつかの違いが存在する：
- [ks] の音はガリア語では [s]、ブリソン語では h となった (ガリア語でもブリソン語でも [s] と発音された印欧語の s と混同せぬこと)。奇妙なことにブルトン語のいくつかの語はガリア語の変化に従った：ukso → a-us ;
- ou [u] の音はブリソン語で i に、ガリア語で u または o になる (dinan.....verdun)。

### 5 世紀以降
子音 k, t, p, g, d, b, m は、2 つの母音のあいだまたは母音と流音 (l, m, r, n) のあいだにあるとき、g, d, b, c'h, 軟らかい th, bh に変化する。
この変化は、写字生が誤りを犯した場合 (たとえば sosie のかわりに sozie と書いたように) を除いて、つづり字には示されなかった。もっともこのために、つづり字に反して子音が変化していたことがわかるのである。
y は dh に変化する (400 年ころ)。

### 6 世紀以降
s は h に変化する：*sintos → hint (小道)；*salannos → holen. しかし若干の語は語頭の s を保つ (seizh, sunan, saotr, ...)．
二重の破裂音は以下のとおり変化する：pp → f (ph) ; tt → th ; cc → c'h
- cattos → cath (猫) ;
- succo → soc'h (鋤の刃).

流音 (l, n, m, r) を前、破裂音 (k, t, p) を後にもつ二重子音も、同じように後者の子音を変化させる：
- rk → rc'h   Marcos...Marc'h ;
- rp → rf ;
- rt → rth  nertos → nerth (nerzh, 力) ;
- lk → lc'h ;
- lp → lf.

二重子音 kt および pt は、c'ht と eth, ith になる (*fruct- → froueth; *lact- → laeth; *sept- → seith)
母音の混交 (ある母音からべつの母音への影響) は、閉母音 (i, y, e) の前で開母音 (o, a) を閉にする：
- *bucolio → bucelio → bugel  (子ども) ;
- doniu → deniu → den ;
- gallit → gell (gallout の 3 人称単数の不規則変化形).

最終音節の消失。古代のブルトン語では、はじめ、アクセントは後ろから 2 番めの音節にあった。しだいに、このアクセントの力によって最終音節の消失がひきおこされる。
アクセントが同じ場所に残るときには、それは新しい最終音節になっている：
- eclesia → iliz ;
- durnos → durn → dorn, etc.

この最終音節は、たとえ消失したとしても、それに後続する単語の子音変異を今日ひきおこす。これが幽霊音節 (syllabe fantôme) である。

### 7 世紀、8 世紀、9 世紀の時期
この時期にはあまり変化は影響しない。
閉母音 (i, y, e) による開母音 (o, a) に対する混交は継続する。
- monid → *menid ;
- kolin → kelenn ;
- nouid → *evid.

逆説的に、いくつかの母音が開になりはじめる。
古ブルトン語はいくつかの語で u [u] と o を混同する：dorn, durn (dourn) ; but (bout), bot ; dubr (doubr), dobr.
開いた i は e [e] になりはじめる：
- monid → menid → mened ;
- louinid → leuinid → leuened (喜び).

新しい二重母音が出現する：
- é が oï になる；
- è が Oï (開いた o) になる。

g に由来する h の音は、母音の後の語末で消失しはじめる：
- tig → tih → ti (家) ;
- brog → broh → bro.

しかしながら、r や l のような流音の後では、同じ h が強まって c'h になる：
- lerg → lerh → lerc'h ;
- dalg → dalh → dalc'h.

いくつかの端の地方ではこの発音 rg は残る：南部において bourg, argant。

### 9 世紀
9 世紀以降、ブルターニュの一部で、アクセントはしだいに最終音節から移りはじめ、6 世紀以前のように最後から 2 番めの音節に固定するようになる。しかしこのことはブルトン語圏のいくつかの部分 (とりわけ北部) でのみ起こった。南では、ヴァンヌ地方およびナント地方で、アクセントは最終音節に残る。
この最後から 2 番めの音節にアクセントを置くことはコーンウォールおよびウェールズでも同様に見られる。このようにアクセントづけを変化させたのは、(つねに最後から 2 番めの音節にアクセントのあった) 動詞およびその活用形のアクセントづけのためであると考える人々もいる。12 世紀に、アクセントの変化は終了した。

### 10–11 世紀
語頭の uu は 10 世紀に強まり gu, go となる：
- uuin → guin ;
- uuerth → guerth.

ブルトン語の短い i に由来する i は e になっていく：
- hint → hent ;
- karantid → karantez.

このために、男性単数 -in(n) と女性単数 -en(n) との区別は -enn となって消えていく。
ブリソン語に由来する短い o は e [e]       
- to → te (君) ;
- com → ken.

ブリソン語の長い o は eu になる。
- mor → meur ;
- bore → beure ;
- brotr → breur ;
- caradog → caradeuc.

混交は継続する。短母音 i, y, e はいくつかの語において先行する母音を狭める作用をしつづけている (ただしヴァンヌ地方およびナント地方ではこれはない)：
- melin → milin.